# Irsta
Irsta är en tätort i Västerås kommun och kyrkby i Irsta socken, belägen cirka 10 km öster om Västerås centrum. Tätorten gick tidigare under namnet Ullvi.

## Befolkningsutveckling
| Befolkningsutvecklingen i Irsta 1960–2020     | Befolkningsutvecklingen i Irsta 1960–2020 | Befolkningsutvecklingen i Irsta 1960–2020 | Befolkningsutvecklingen i Irsta 1960–2020 | Befolkningsutvecklingen i Irsta 1960–2020 |
| --------------------------------------------- | ----------------------------------------- | ----------------------------------------- | ----------------------------------------- | ----------------------------------------- |
|                                               |                                           |                                           |                                           |                                           |
| År                                            |                                           |                                           | Folkmängd                                 | Areal (ha)                                |
| 1960                                          | 1960                                      |                                           | 476                                       |                                           |
| 1965                                          | 1965                                      |                                           | 900                                       |                                           |
| 1970                                          | 1970                                      |                                           | 1 091                                     |                                           |
| 1975                                          | 1975                                      |                                           | 1 084                                     |                                           |
| 1980                                          | 1980                                      |                                           | 1 644                                     |                                           |
| 1990                                          | 1990                                      |                                           | 2 500                                     | 124                                       |
| 1995                                          | 1995                                      |                                           | 2 602                                     | 134                                       |
| 2000                                          | 2000                                      |                                           | 2 551                                     | 134                                       |
| 2005                                          | 2005                                      |                                           | 2 534                                     | 140                                       |
| 2010                                          | 2010                                      |                                           | 2 717                                     | 162                                       |
| 2015                                          | 2015                                      |                                           | 2 809                                     | 199                                       |
| 2020                                          | 2020                                      |                                           | 2 987                                     | 202                                       |
| Anm.: Namnändring 1990 från Ullvi till Irsta. |                                           |                                           |                                           |                                           |

## Samhället
Irsta är en förort till Västerås vars byggande hörde starkt ihop med ABB:s utbredning i staden. Här finns allt från hyreshus till stora villor. I Irsta ligger också sockenkyrkan Irsta kyrka.
Det finns en skola för klasserna 1-9 med fritidshem och förskolor. Det finns även en skola "I Ur och Skur Misteln" för år 1-5, 5-årsgrupp och fritidshem. Det finns också flera förskolor runt om i området. "Irsta Centrum" består av en bensinmack, en pizzeria, en busshållplats, en returstation och Brinkens Garage AB. Irsta har även en "förort", Lista. Där finns några hus, stall, Brunnby Skog & Trädgård AB och Irsta Billackering AB. Det finns också ett industriområde i Irsta, där bl.a. Irsta Bilteknik AB, Irsta Fotostudio och Irsta Plåt finns.

## Kommunikationer
Från Irsta går det att ta sig till Västerås med VL-buss nummer 22.

## Kultur
Från 2010 finns ett kulturnätverk i Irsta där flera ideella organisationer samverkar med att anordna kulturaktiviteter i Irsta.

## Sport
För sportaktiviteter finns fotbollsplaner och ett elljusspår på 2,5 km. Stora idrottsföreningar är bland annat  handbollsklubben Irsta HF och fotbollsklubben Irsta IF.
Hockeystjärnan Niclas Lundgren är uppväxt i byn. Han har representerat såväl landslaget som ett flertal SHL-klubbar samt moderklubben Västerås IK i Hockeyallsvenskan. Med unik känsla för positionsspel och sarg ut har han bland annat ett SM-guld på meritlistan.
Från Irsta kommer musikern Fredrik Engström, även känd som Osten af Mozzarella som 2009 släppte Sveriges första officiella musikvideo på teckenspråk.
Musikern Joakim Göthberg kommer ifrån Irsta.